# Santa Rosa, Corrientes
Santa Rosa är en ort i Argentina.   Den ligger i provinsen Corrientes, i den nordöstra delen av landet, 700 km norr om huvudstaden Buenos Aires. Santa Rosa ligger 79 meter över havet och antalet invånare är 8 330. Den ligger vid sjön Laguna Laureity.
Terrängen runt Santa Rosa är mycket platt. Runt Santa Rosa är det mycket glesbefolkat, med 4 invånare per kvadratkilometer..
Trakten runt Santa Rosa består huvudsakligen av våtmarker.